# Jonah Hex
Jonah Hex kitalált szereplő, egy western-képregény anti-hőse, akit John Albano író és  Tony DeZuniga rajzoló alkotott meg, a DC Comics publikálta.
Arca jobb felén rémisztő égési seb van. Az amerikai polgárháború alatt a Konföderáció tisztviselőjeként dolgozott, részt vett a gettysburgi csatában, ismertetőjele a rongyos konföderációs katonai kabátja, amit visel. Hex  goromba és cinikus természete hasonló Clint Eastwood, Egy maréknyi dollárért, Pár dollárral többért, A Jó, a Rossz és a Csúf című filmekben alakított "Név Nélküli Férfi" szerepköréhez, valamint gyakran mutat hasonlóságot A törvényenkívüli Josey Wales felé is. A film adaptációban Josh Brolin alakítja Hexet, a film címe szintén Jonah Hex.

## Kiadásának története
A szereplő először az All-Star Western 10. számában (1972) jelent meg, később a 12. számnál Weird Western Talesre keresztelték át a sorozatot. Leginkább Jonah Hex dominálta a sorozat népszerűségét, egészen a 38. számig, miután Scalphunter átvette a stafétabotot, Jonah saját képregényt kapott, Jonah Hex címmel, 1977-ben. A sorozatot Michael Fleisher írta, egészen a 92. számig.
A Jonah Hex 1985-ben szűnt meg, mikor elkezdődött a Crisis on Infinite Earths (Jonah, Scalphunter és több vadnyugati hős is feltűnt a 3. számban, 1985-ben), de még ugyanebben az évben elkezdődött a Hex című sorozat, ami csupán csak 18 számig tartott, az író szintén Michael Fleisher volt. A történtek egy bizarr, 21. századi poszt-apokaliptikus jövőben játszódtak, ahol Hexből egy Mad Maxre emlékeztető harcos lett. A sorozatnak mérsékelt sikere lett az Amerikai Egyesült Államokban, de a kritikusok lelkesen fogadták, továbbá külföldi országokban, Nagy-Britanniában, Olaszországban, Spanyolországban és Japánban is sikert aratott.
A DC kezei alatt a Vertigo három Jonah Hex mini-sorozatot adott ki, ezeket Joe R. Lansdale írta és Tim Truman rajzolta. Ez a sorozat eltért a korábbiaktól és a western-horror műfajt alkalmazta. A számokban Hex zombikkal küzd meg ("Two-Gun Mojo" #1-5, 1993), Cthulhoid szörnnyel ("Riders of the Worm and Such" #1-5, 1995), valamint szellemekkel (Shadows West #1-3, 1999).
2005 novemberében a DC új havonta megjelenő Jonah Hex képregénybe kezdett, Justin Gray és Jimmy Palmiotti íróval és Luke Ross rajzolóval. Grey és Palmiotti terveiket egy faliújságra tették, amik különféle ötleteket tartalmaztak Hex élettörténetével és kalandjaival kapcsolatban. A terv az volt, hogy kiszűrik a korábbi történetek hibáit, reálisak maradnak, mégis megtartják a Vertigo által kiadott sorozatok sötét hangulatát. Tony DeZuniga, Hex egyik megalkotója is részt vett a sorozat két számának megrajzolásában (#3 és #9). J. H. Williams III rajzolta a 35. számot, valamint elmondta, hogy később szeretne készíteni egy önálló sorozatot, de ehhez alaposan át kellene változtatnia az időbeosztását.."

## Élettörténete
A szereplő élettörténetében nagy szerepet játszottak a tipikus vadnyugati történeti elemek. Jonah anyja harcolt az alkoholizmussal, miközben prostituáltként dolgozott. Mikor felnőtt, végigkalandozta az Amerikai Nyugatot, de járt Dél-Amerikában és Kínában is. Egy időben abbahagyta a fejvadászatot, megházasodott, lett egy fia és vett egy farmot, amin dolgozott, de ez nem tartott sokáig.
Hexet apja Woodson keményen nevelte, majd eladta rabszolgának egy apacs-törzshöz. A fiú két évet töltött ott, mielőtt megmentette a törzsfőnök életét, és rabszolgából a törzs tagjává vált. A törzsfőnök fia féltékeny lett és a kajovák csapdájába csalta. Tizenkét évvel és az Amerikai polgárháborúval később Hex visszatért az apacsokhoz, párbajra hívta, amiben győzött, de a törzsfőnök szerint sportszerűtlenül, ezért egy izzó vassal megégették a fél arcát. A törzsfőnök azt mondta, hogy az egyedüli dolog, ami miatt megúszta a halált, az a vele való jó kapcsolat volt.
1904-ben Hexet egy kártyaparti alatt hidegvérrel lelőtték. Holttestét ellopták és átöltöztették, majd egy cirkuszi társaság szerezte meg. A cirkusz tulajdonosát végül lelőtték és a testet újra ellopták. Több kézen is keresztül ment, végül a "Planet Krypton" étterem szerezte meg.

### Visszatérő ellenfelek
Bár Jonah nem szuperhős, nincs különleges képessége és nem rendelkezik nagy mennyiségű szuperbűnözők legyőzésével, van néhány ellensége, akik gyakran visszatértek háborgatni őt. Az egyik ilyen szereplő Quentin Turnbull, akinek szintén nincsenek szuperképességei.
Turnbull volt az apja Hex legjobb barátjának, Jeb Turnbullnak. Az Amerikai polgárháború vége felé Jonah megadta magát az Unió erőinek, de nem volt hajlandó elárulni, hol rejtőznek a társai. Egy Uniós katona képes volt megtalálni a tábort, azáltal hogy megvizsgálta a piszkot Jonah lovának a lábain. Az Uniós katonák elfogták Jonah bajtársait, majd egyenként lemészárolták őket. Egyedül Turnbull élte túl, aki a mészárlás után Jonaht hibáztatta a történtekért, majd bosszút esküdött ellene.
Turnbull felbérelt egy névtelen színészt, hogy vegye fel Jonah személyiségét és segítsen neki megölni. "The Cameleon"-nak hívta magát és az arca rettentően eltorzult egy tűzben, amit Hex okozott, így ő is bosszút fogadott ellene.
El Papagayo egy mexikói bandita volt, aki fegyverekkel kereskedett. Hexet felbérelte az Amerikai Titkos Ügynökség, hogy szivárogjon be Papagayo bandájába és tartóztassa le. A beépülés sikertelen volt, ezután Hex és Papagayo többször is összemérte erejét.

### Jelentős dátumok, események Jonah életében
Jonah legtöbb kalandja nem szolgáltat tényleges dátumokat, ám néhány jelentős esemény évét megtudhatja az olvasó. Az alább olvasható évszámok a képregényben említett, vagy megbecsült, kiszámított adatok alapján készült.
1838. november 1.: Jonah születése. (JH V1, #50 és #57)
1848. június: Jonah anyja megszökik egy kereskedelmi ügynökkel. (JH V1, #57)
1851. július: Jonah fizikailag sérült alkoholista apja eladja a fiát egy apacs-törzsnek, egy halom bőrért (JH V1, #7), vagy biztonságos átjárást az indián-földön keresztül (JH V2, #14). A két Jonah sorozatnak eltérő magyarázatai vannak és nem tudni melyik a helytálló.
1853: Jonah tizenöt évesen megmenti a törsz főnökét egy puma támadásától. A főnök azzal fejezi ki a háláját, hogy második fiaként örökbefogadja Jonaht. Jonah végül a főnök szemében felülmúlja igazi fiát Noh-Tantet. (JH V1, #7)
1854: Jonah és Noh-Tante részt vesz a férfivá válás ősi rítusában, megtámadnak egy kiowa-falut, hogy lovakat lopjanak. Noh-Tante megtámadja Jonaht, majd otthagyja a Kiowaknak, visszatértével pedig azt hazudja apjának, hogy Jonah meghalt. Jonah a törzs fogságába kerül, ám hamarosan megjelennek a skalpvadászok, lemészárolják a Kiowakat, meglövik Jonaht, majd azzal a hittel hogy meghalt, otthagyják. Nem sokkal később egy prémvadász megtalálja és meggyógyítja (JH V1, #7), vagy Jonah segít lemészárolni a Kiowákat, de nem tér vissza az apacs-faluba. (JH V2, #14) A történtek itt ismét konfliktusba ütköznek.
1859: Jonah eljegyzi Cassie Wainwrightot, de a nőt az esküvő előtti napon megölik az indiánok. (JH V1, #65)
1861. december 25.: Jonah és Thurnbull fia Jeb ad egy sasfejű sétapálcát Quentin Thurnbullnak. (JH V1, #55; WWT #29)
1863. január: Jonah megadja magát az Unió erőinek Ford Charlottenál. Később elfogják Jonah szakaszát és egy szökési akció során ki is végzik őket, ez az esemény a Ford Charlottei Mészárlás néven híresült el. Később a túlélők Jonaht vádolják a történtekért és árulónak kiáltják ki. (WWT #29, JH V1, #35)
1863. május 2.: Jonah egy felderítés után véletlenül meglövi Stonewall Jacksont, aminek következtében a tábornok elveszíti a karját és nem sokkal később meg is hal. (JH V1, #37)
1865. április 23.: Jonah még egyszer megadja magát az Uniónak, Lynchburgben, Virginia államban, két héttel azután, hogy Robert E. Lee megadta magát Ulysees S. Grantnek. (JH V1, #30) Egyes feljegyzések szerint Jonah a Ford Charlottei Mészárlás után visszatért a Konföderációhoz.
1866: Jonah megkeresi régi törzsét és elmondja a főnöknek, hogy Noh-Tante hogyan árulta el őt évekkel ezelőtt. A főnök elrendel egy tomahawk-párbajt. Noh-Tante titokban szabotálja Jonah tomahawkját, ami a párbaj alatt kettétörik. Jonah kétségbeesésében előkapja a kését és megöli Noh-Tantet. A szabályok megszegése miatt, büntetésként a főnök lefogatja Jonaht és egy lángoló tomahawkot nyom a férfi arcának jobb felére, ami a "Démon jelét" jelképezi. A törzs ezután örökre száműzi Hexet. (JH V1, #8)
1866. tél: Jonah elvégzi első munkáját fejvadászként, azáltal hogy elkap egy régi Konföderációs katonát, Eddie Cantwellt. (JH V1, #30-31)
1874: Amikor Hex Laura Vanden elrablása ügyében nyomoz, ismét szembekerül a rég látott főnökkel, aki elfogja őt. A főnök beismeri, hogy ő rabolta el Laurát, valamint azt is, hogy pirkadatkor megöli Hexet. Jonaht kiszabadítja White Fawn, aki Hex régi barátnője, egyben Noh-Tante özvegye. A főnök ezután megöli White Fawn, Hex pedig a főnököt, majd kiszabadítja Laura Vandent. (JH V1, #8)
1875: Jonah feleségül veszi Mei Linget és megígéri neki, hogy felhagy a fejvadászattal és a gyilkolással. (JH V1, # 45)
1876. tavasz: Megszületik Jonah fia, Jason. Egy hónappal később Mei Ling fogja Jasont és elhagyja Jonaht. (JH V1, #51-53)
1899: Jonah találkozik a felnőtt fiával, Jasonnel, Mexikóban. Tudomást szerez Mei Ling haláláról, de elmegy, mielőtt találkozna soha nem látott unokájával, Woodson Hexel. (JH V2, #25)
1904: Johnt megöli George Barrow. Néhány beszámoló alapján Jonaht nem a pisztolypárbaj alatt alatt lőtték le. Jonah egy bárban ült és kártyázott. A szemüvegét tisztította, mikor George Barrow hirtelen beállított a kocsmába és egy puskával belelőtt Jonah mellkasába. Ezután Barrow letette a fegyvert és megadta magát, de a seriff hideg vérrel lelőtte. (Jonah Hex Spectacular)

## Megjelenések

### Eredeti sorozat
A következő publikált kiadásokban Jonah Hex a főszereplő.
- All-Star Western (#10-11; 1972)
- Weird Western Tales (#12-14, #16-38; 1972-1977)
- Jonah Hex (Vol. 1 #1-92; 1977-1985)
- Jonah Hex Spectacular (#1; 1978)
- Hex (#1-18; 1985-1987)
- Secret Origins (Vol. 3 #21; 1987/12)
- Jonah Hex: Two Gun Mojo (#1-5; 1993)
- Jonah Hex: Riders of the Worm and Such (#1-5; 1995)
- Jonah Hex: Shadows West (#1-3; 1999)
- Jonah Hex (Vol. 2 #1-napjainkig; 2005-napjainkig)

### Más megjelenések
- Batman (#237; 1971/12)
- Justice League of America (#159, 160, 198, 199; 1978–1982)
- Super Star Holiday Special: DC Special Series (Vol. 4 #21; 1980/Tavasz)
- Comic Reader (#194; 1981/09)
- Crisis on Infinite Earths (#3-5; 1985/06)
- DC Challenge (#2-3, #11; 1985–1986)
- Swamp Thing (#46; 1986/03)
- Legion Of Super-Heroes (#23; 1986/06)
- Swamp Thing (#85; 1989/04)
- Time Masters (#2-3; 1990)
- Justice League Europe Annual (#2; 1991/01)
- Books of Magic (#4; 1991/02)
- Armageddon: Alien Agenda (#3; 1992/01)
- Zero Hour (#0; 1994/09)
- Green Lantern (#195–196; 1995)
- Kingdom Come (#4; 1997)
- Unlimited Access (#1; 1997)
- Superboy (#54-55, #71-75; 1998–2000)
- Guns of the Dragon (#3; 1998/12)
- The Kingdom (#2; 1998)
- The Kents (#8, #10; 1998)
- Wild Times: Deathblow (1999/08)
- World's Funnest (2000)
- Hawkman (#7; 2002/11)
- Superman & Batman: Generations (Vol. 3 #8; 2003/10)
- The Legion (#29; 2004/03)
- Another Nail (#3; 2004/8)
- Superman/Batman (#16; 2004/12)
- Deadshot (#4; 2005/03)
- Superman/Batman (#18; 2005/02)
- Infinite Crisis (#6; 2006/04)
- Justice League Unlimited (#19; 2006/005)
- Uncle Sam and the Freedom Fighters (#3; 2006/11) on his Forum[halott link]
- Booster Gold (#2; 2007/11): Kisebb cameo a történet végén
- Booster Gold (#3; 2007/12)

### Gyűjteményes kiadások
Több puhafedelű gyűjteményes kiadásokat is kibocsátottak, a folyamatosan megjelenő második sorozat és a régi, klasszikus történetekről:
- Showcase Presents: Jonah Hex:
  - Volume 1 (írta John Albano és Michael Fleisher; rajzolta Tony DeZuniga, Doug Wildey, José Luís Garcia-López és mások; 526 oldal, összegyűjtve All-Star Western #2-8 és #10-12, Weird Western Tales #12-14 és #16-33, 2005 november, ISBN 1-4012-0760-X)
  - Volume 2 (írta Michael Fleisher; rajzolta José Luís Garcia-López és mások; 528 oldal, összegyűjtve Weird Western Tales #34-38 és Jonah Hex [első sorozat] #1-22, 2007 december, ISBN 1-4012-1561-0)
- Two Gun Mojo (írta Joe R. Lansdale; rajzolta Timothy Truman és Sam Glanzman; összegyűjtve a minisorozat Jonah Hex: Two Gun Mojo, 1994, ISBN 1-56389-162-X)
- Jonah Hex (második sorozat):
  - Face Full of Violence (írta Justin Gray és Jimmy Palmiotti; rajzolta Luke Ross és Tony DeZuniga; 144 oldal, összegyűjtve Jonah Hex #1-6, Titan Books, 2006 december, ISBN 1-84576-408-0, DC, 2006 szeptember, ISBN 1-4012-1095-3)
  - Guns of Vengeance (írta Justin Gray és Jimmy Palmiotti; rajzolta Luke Ross, Dylan Teague, Tony Dezuñiga, Phil Noto, David Michael Beck, Paul Gulacy, Jimmy Palmiotti, Giuseppe Camuncoli, és Art Thibert; 144 oldal, összegyűjtve Jonah Hex #7-12, DC, 2007 április, ISBN 1-4012-1249-2)
  - Origins (írta Justin Gray és Jimmy Palmiotti; rajzolta Jordi Bernet, Phil Noto, és Val Semeik; 144 oldal, összegyűjtve Jonah Hex #13-18, DC, 2007 november, ISBN 1-4012-1490-8)
  - Only the Good Die Young (írta Justin Gray és Jimmy Palmiotti; rajzolta Jordi Bernet, Phil Noto, és David Michael Beck; 144 oldal, összegyűjtve Jonah Hex #19-24, DC, 2008 április, ISBN 1-4012-1689-7)
  - Luck Runs Out (írta Justin Gray és Jimmy Palmiotti; rajzolta Russ Heath, Giuseppe Camuncoli, Jordi Bernet, John Higgins, Stefano Landini, és Rafa Garres; 144 oldal, összegyűjtve Jonah Hex #25-30, DC, 2008 október, ISBN 1-4012-1960-8)
  - Bullets Don't Lie (írta Justin Gray és Jimmy Palmiotti; rajzolta Darwyn Cooke, J.H. Williams III, Jordi Bernet, Rafa Garres, Paulo Siqueira, és Mark Sparacio; 144 oldal, összegyűjtve Jonah Hex #31-36, DC, 2009 április, ISBN 1-4012-2157-2)

## Megjelenése a képregényeken kívül

Jonah a Batman: A rajzfilmsorozat Showdown című epizódjában.

- Jonah először animált alakban a Batman: A rajzfilmsorozat című produkció Showdown epizódjában jelent meg (hangját William McKinney kölcsönözte), ahol Arkady Duvallre vadászott (hangját Malcolm McDowell adta), Ra's al Ghul fiára, az 1800-as években. Hex második DCUA-s megjelenése az Igazság Ligája: Határok nélkül "The Once and Future Thing" epizódjában volt, itt hangját Adam Baldwin kölcsönözte. Jonah utalást tesz korábbi kalandjaira, mikor úgy véli, Batman, Wonder Woman és John Stewart időutazók. Mikor Batman megkérdi, hogy miért gondolja ezt, csak ennyit felel: "Megérzés. Elég mozgalmas életem van." A Showdown epizódban az 1883-as évben járunk, míg "The Once and Future Thing, Part 1: Weird Western Tales"-ben 1879-et írnak. A Showdownban szereplő alakja a két rész közötti négy év ellenére elég öregnek tűnik, bár ennek lehetséges, hogy a felborult tér-idő kontinum az oka.
- A poszt-apoklaiptikus Hex szerepelt a DC Heroes című szerepjátékban, Hex: Escort to Hell címen.
- Az 1994-es HBO tévéfilm, a Szemben az igazsággal főszereplőjét Jonah Hex ihlette. A westernfilm egy olyan polgárháborús túlélőről szól, aki majdnem megvakult és egy gyereket akar elvinni Mexikóba, miközben mindenáron hajlandó arra, hogy megvédje őt. A főszerepet Armand Assante alakítja.[4]
- Jonah Hex megjelenik a Batman: The Brave and the Bold, "Return of the Fearsome Fangs" című epizód teaserében[5] (a hangját ezúttal Phil Morris adja). Hexet elfogja a Royal Flush Gang vadnyugati verziója, akik úgy döntenek, hogy megölik. Batman kiszabadítja őt, majd elintézi a banda tagjait. Hex hálájaképpen ad neki egy aranyérmét és azt tanácsolja neki, hogy vegyen egy megfelelő cowboy kalapot. Következő megjelenése a "Duel of the Double Crossers" című epizódban volt. Jonaht elrabolja Mongul és a Csata Világba viszi, ahol utasítja hogy ölje meg Batmant. Hex és Batman összefog Mondul ellen, elpusztítják az időgépét, így Jonah a jelenben marad.

### Élőszereplős film
Az 1970-es évek vége felé tervbe volt véve egy élőszereplős film elkészítése, neki is kezdtek az előmunkálatoknak, de fizetségi vita alakult ki, így John Albano író kilépett a produkcióból, a terveket pedig törölték.
A filmadaptációt a Warner Bros. filmstúdió gyártja, Jimmy Hayward a rendező, Jonah Hex szerepében pedig Josh Brolint láthatjuk. A film megjelenési dátuma 2010. augusztus 6-ra van kitűzve.

## Per
1996-ban a Johnny és Edgar Winter zenészpáros beperelte a Jonah Hex: Riders of the Worm and Such minisorozat készítőit, mivel szerintek a sorozatban szereplő Autumn fivérek kísértetiesen hasonlítanak a Winters párosra.
Az ügy végül 2003-ban oldódott meg, mikor Kalifornia állam a DC mellé állt.

## Külső hivatkozások
- The Coarse Whisper of Jonah Hex Reviews of the recent DC Comic series revival
- Ginger Mayerson's Jonah Hex reviews at Sequential Tart Jonah Hex reviews from All Star Western #10 and up
- Matching Dragoons A weekly review of every Jonah Hex appearance